# Sparuhr

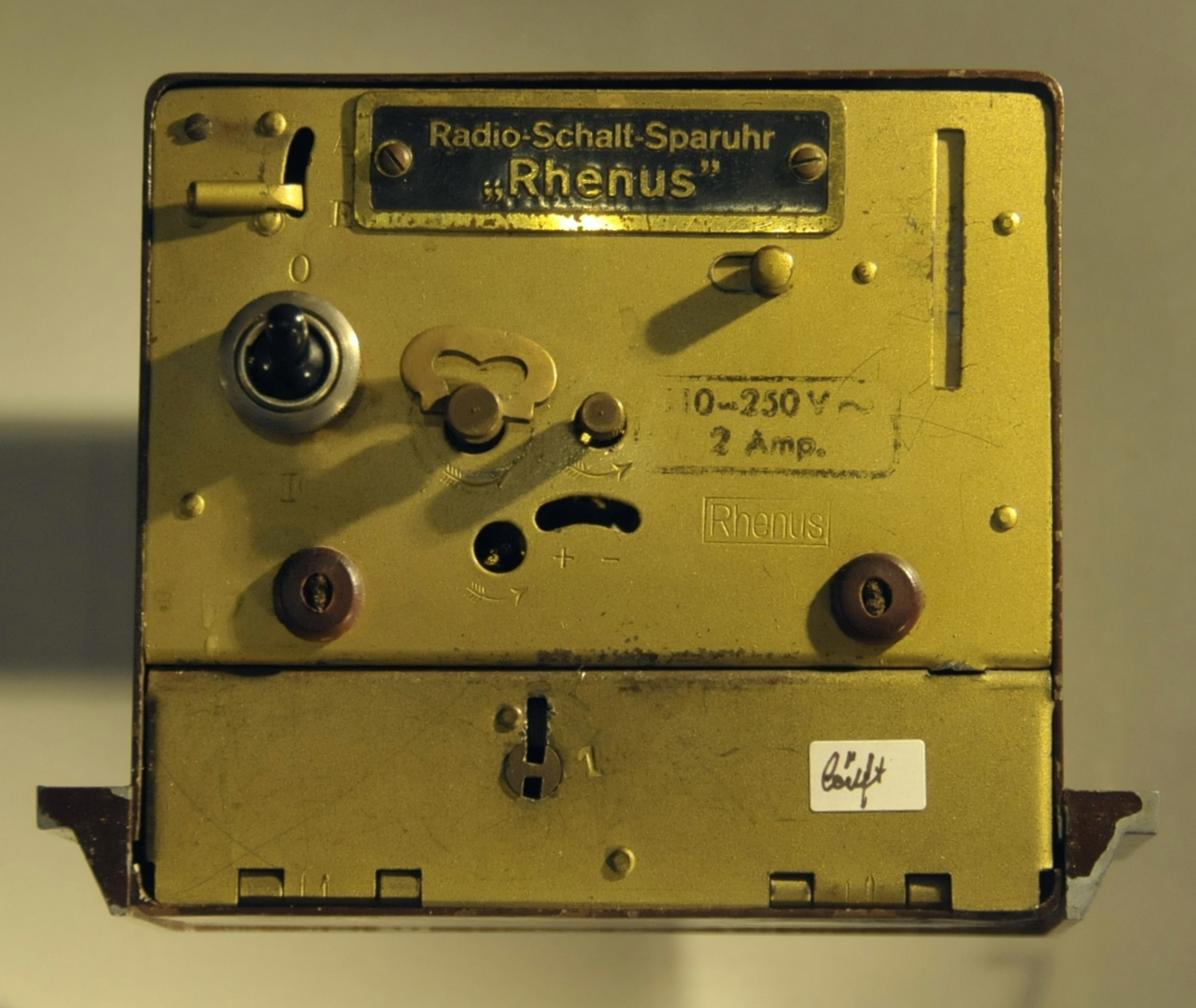
Sparuhr von Rhenus

Sparuhren (auch Sparwecker, Versicherungswecker) wurden nach dem Ende der Weltwirtschaftskrise (Anfang der 1930er Jahre) in großer Zahl von Lebensversicherungen, Banken und Sparkassen an die Kunden ausgegeben. Sie unterstützten damit den wachsenden Sparwillen der Bevölkerung, machten das Sparen zum Spiel und förderten das Sparen auch kleiner Beträge.
Verschiedene Funktionen des Weckers, das Stellen, das Aufziehen des Federwerks, das Weiterschalten des Kalenders und ähnliche wurden erst ermöglicht, wenn man eine Münze durch einen Einwurfschlitz eingeworfen hatte. In bestimmten zeitlichen Abständen oder auf Wunsch des Uhrenbesitzers wurden die Uhren mit dem beim Sparinstitut liegenden Schlüssel geöffnet, das Geld entnommen und dem Konto des Sparers gutgeschrieben. Nur die Sparkasse (oder ihre Reisenden) verfügte über den Schlüssel.
Sparuhren und -wecker werden im Museum der deutschen Versicherungswirtschaft in Gotha ausgestellt. Die Versicherer versuchten, mit dem Slogan „Willst Du Dich vor Not bewahren, musst Du in der Sparuhr sparen.“ die Kunden dazu zu bringen, mehr zu sparen.
Bekannte Hersteller waren Zenith, Schwab, Goldbühl etc. Die Firma Rhenus bspw. hatte eine Radio-Schalt-Sparuhr, die in Verbindung mit dem Volksempfänger als Radiowecker funktionierte.